# پرچم فلوریدا
پرچم فلوریدا در ۲۴ سپتامبر ۱۹۰۰ پذیرفته شد. این پرچم دارای زمینه سفید است که دو نوار باریک قرمز اریب به صورت ضربدر پرچم را فرا گرفته‌است.